# Phyllodoce cordifolia
Phyllodoce cordifolia är en ringmaskart som beskrevs av Johnston 1865. Phyllodoce cordifolia ingår i släktet Phyllodoce och familjen Phyllodocidae. Inga underarter finns listade i Catalogue of Life.